# Кропачёв, Александр Сергеевич
Александр Сергеевич Кропачёв (род. 20 июня 1981 года, Фергана, Узбекская ССР) — депутат Государственной Думы 6-го созыва. Член комитета ГД по гражданскому, уголовному, арбитражному и процессуальному законодательству.

## Биография
Кропачёв Александр Сергеевич, родился 20 июня 1981 года в городе Фергана Узбекской ССР.
С 1987 по 1998 года обучался в средней школе № 18 города Фергана. С 1998 года проживает в городе Краснодаре.
С 1999 по 2001 года проходил воинскую службу по призыву в рядах Вооруженных Сил Российской Федерации. Место службы — 46 Отдельная стрелковая Рота Почетного Караула г. Волгоград.
С 2001 по 2006 года работал в системе частных охранных структур.
С 2002 по 2008 года проходил обучение в ВГОУ ВПО «Российская академия правосудия», факультет подготовки специалистов для судебной системы. Присуждена квалификация «юрист» по специальности «Юриспруденция».
С июля 2006 по декабрь 2009 года — помощник адвоката Краснодарской краевой коллегии адвокатов адвокатской палаты Краснодарского края.
С июля 2006 года — член политической партии «Либерально-демократическая партия России».
С октября 2006 по март 2008 года — помощник координатора Краснодарского регионального отделения политической партии «ЛДПР» по работе с молодежью.
С июля 2008 по октябрь 2009 года — помощник депутата Государственной Думы Федерального Собрания Российской Федерации Напсо Юрия Аисовича на общественных началах. Фракция «ЛДПР». Комитет по гражданскому, уголовному, арбитражному и процессуальному законодательству.
С марта 2008 по ноябрь 2009 года — заместитель координатора Краснодарского регионального отделения политической партии «ЛДПР».
С ноября 2009 по декабрь 2010 года — координатор Краснодарского регионального отделения политической партии «ЛДПР», член Координационного Совета Краснодарского регионального отделения политической партии «ЛДПР».
С января 2010 года — первый заместитель координатора Краснодарского регионального отделения политической партии «ЛДПР», член Координационного Совета Краснодарского регионального отделения политической партии «ЛДПР».
С октября 2009 по декабрь 2011 — помощник депутата Государственной Думы Федерального Собрания Российской Федерации Теплякова Евгения Нодариевича по работе в Краснодарском крае на штатной основе. Фракция «ЛДПР». Комитет по безопасности.
4 декабря 2011 года избран депутатом Государственной Думы ФС РФ шестого созыва.
С 2016 года не является депутатом Государственной Думы.